# Alarm am See
Alarm am See ist ein deutscher Kriminalfilm von Jerzy Bednarczyk und Jan Laskowski aus dem Jahr 1973. Der Fernsehfilm wird als 15. Folge der Filmreihe Polizeiruf 110 gezählt, lief bei der Erstausstrahlung jedoch ohne den Reihentitel im Nachmittagsprogramm.

## Handlung
Kurz vor einem internationalen Wettkampf im Eissegeln trainiert eine Studentenmannschaft in einem Mannschaftslager. Die Mannschaft befindet sich gerade auf dem Eis, als plötzlich aus ihrer Unterkunft starker Rauch dringt. Als sie zum Haus kommen, steht es bereits in Flammen. Der Hausmeister Krenzel stürzt sich dennoch in das Haus und rettet den Koffer von Mannschaftskapitän Klaus Grabowski. In dem Koffer befindet sich eine Grafik, die Klaus nach eigener Angabe noch nie gesehen hat: Es handelt sich um eine Grafik von William Hogarth. Die Grafik wurde sechs Wochen zuvor dem Sammler Sander gestohlen. Bis zur Klärung des Falls darf Klaus das Land nicht verlassen. Damit steht sein Start beim Pokalwettbewerb auf dem Spiel, zu dem die Sportler in drei Tagen abreisen müssten. Klaus startet im Zweiersegler mit Richard Friebel, der nun ersatzweise mit dem sportlich schlechteren Kurt Löwe trainieren soll. Aus Solidarität mit Klaus verweigert Richard sich aber.
Bei einer Röntgenuntersuchung stellt Leutnant Leissig fest, dass sich unter der Hogarth-Grafik eine weitere, gelöschte Grafik Hogarths befindet. Oberleutnant Jürgen Hübner und Leutnant Helga Lindt, die mit dem Fall betraut wurden, stellen sich nun die Frage, ob es sich bei der Grafik möglicherweise um eine Fälschung handeln könnte. Wurde die kleinere Grafik nach Hogarths Tod gelöscht, kann die größere nur falsch sein. Jürgen Hübner erfährt zudem, dass die Grafik A Harlot’s Progress Teil einer Grafikreihe ist. Die restlichen Teile befinden sich in Privathand in eben der Stadt, in der die Mannschaft ihren Wettbewerb hat. Jürgen Hübner beauftragt den Kunstkenner Dr. Elsholz, eine mögliche Katalogisierung der gelöschten Grafik ausfindig zu machen. Zudem beauftragt er Sander, ein Gutachten über die Echtheit seiner Hogarth-Grafik zu erstellen. Die Ermittlungen ergeben, dass der Brand im Mannschaftshaus auf einen technischen Defekt zurückzuführen ist und nicht gelegt wurde.
Klaus findet heraus, dass der gerettete Koffer zwar dem Inhalt nach seiner war, der Koffer selbst jedoch ausgetauscht wurde. Seiner besaß eine charakteristische Schramme. Er findet ihn in einem Schuppen und gerät in eine Schlägerei mit Hausmeister Krenzel. Bevor Klaus seinen Fund der Polizei melden kann, hat bereits Krenzel der Polizei Bericht erstattet. Er gibt an, dass Klaus den Koffer stehlen wollte und zuvor die Schramme eingeritzt habe. Klaus wird mutlos und glaubt nicht, dass die Wahrheit ans Licht kommen wird. Krenzel wiederum manipuliert beim Abschlusstraining Klaus’ Eissegler, wodurch er manövrierunfähig wird. Klaus stürzt mit dem Segler, bleibt jedoch unverletzt.
Sander schreibt in seinem Gutachten, dass die kleinere Grafik von Hogarth selbst gelöscht wurde, der die große Grafik anschließend selbst auf demselben Papier anfertigte. Dr. Elsholz hingegen bringt in Erfahrung, dass die kleinere Grafik noch bis 1944 in Katalogen geführt wurde und seither als verschollen galt. Im letzten Museum, das die Grafik in seinem Besitz hatte, arbeitete 1944 auch Sander. Jürgen Hübner erscheint bei Sander, als der Krenzel wegen des misslungenen Grafik-Schmuggels rügt. Krenzel wird festgenommen und auch Sander inhaftiert. Er wollte dem ausländischen Sammler die von ihm selbst gefälschte Grafik für viele Tausend Mark verkaufen. Das Original war ihm nie gestohlen worden. Er hatte es hinter einem anderen Bild verborgen.
Der Fall wird rechtzeitig geklärt und Klaus kann mit seinen Kameraden zum Wettkampf reisen.

## Hintergrund

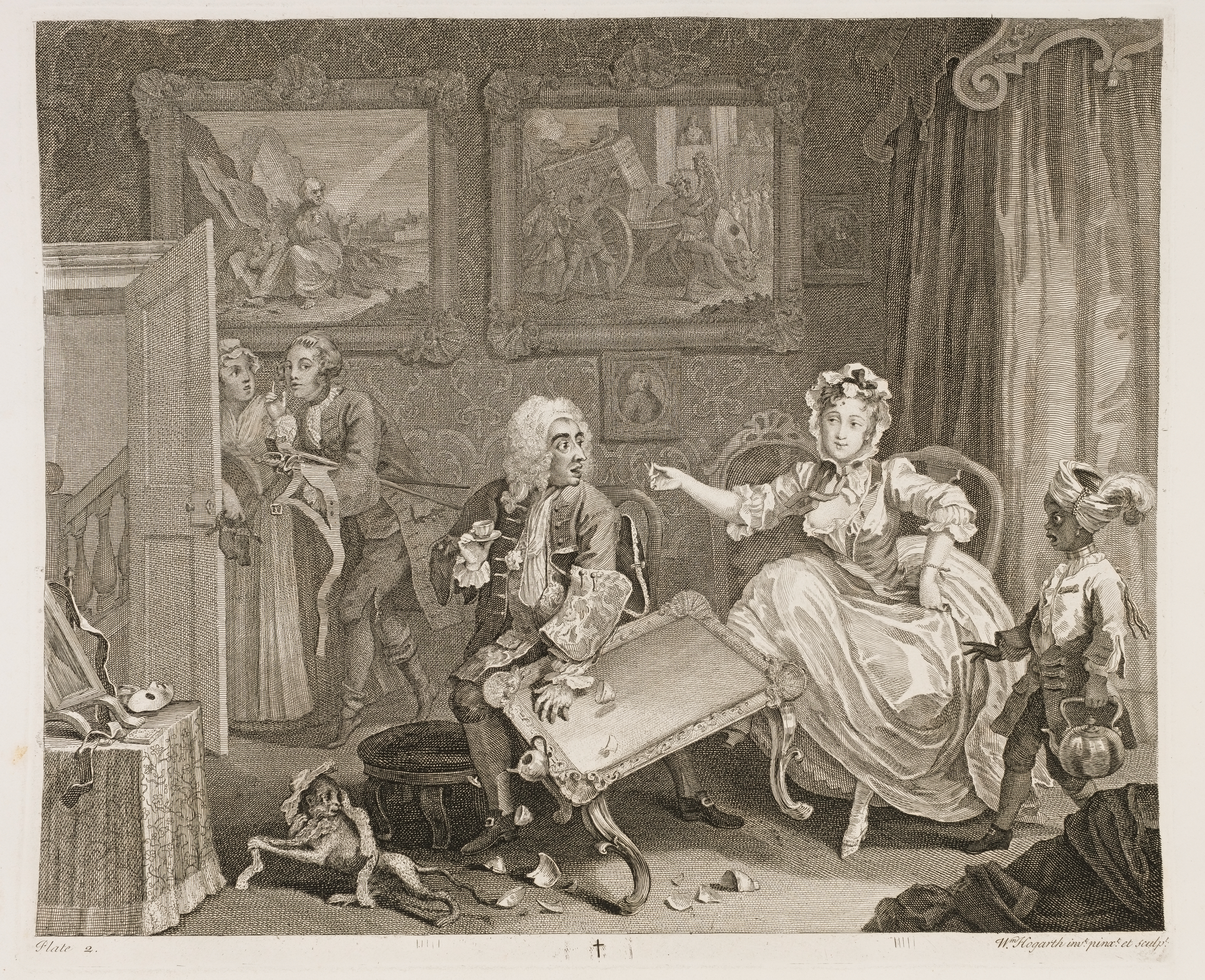
A Harlot’s Progress, Tafel 2, die im Film gestohlene Grafik

Alarm am See wurde vom 24. Januar bis 20. Februar 1972 unter den Arbeitstiteln Die Markowsky-Falle und Doppeltrick im polnischen Zegrze (Zegrze-Stausee), in Gernrode und Friedrichsbrunn gedreht. Die abschließende Szene wie auch weitere Bahnhofs-Szenen entstanden am Leipziger Hauptbahnhof. Die Kostüme des Films schuf Isolde Müller-Claud, die Filmbauten stammen von Christian Neugebauer und Werner Ölschläger.
Nach der Fertigstellung erschien der Film der Abnahmekommission zu langatmig, zum Teil verwirrend und zu wenig spannend. Daraufhin wurde er mehrfach überarbeitet und gekürzt. Grundlegende gestalterische Mängel konnten damit aber nicht mehr beseitigt werden. Der Film erlebte seine Fernsehpremiere am 15. April 1973 im 1. Programm des DDR-Fernsehens, allerdings nicht als Teil der Reihe Polizeiruf 110, für die er ursprünglich produziert wurde. Vielmehr wurde er in einer mit 54 Minuten ungewöhnlich kurzen Version ohne Polizeiruf-Vorspann im Nachmittagsprogramm gesendet. Ausschlaggebend für die Entscheidung, den Film aus der Reihe Polizeiruf 110 herauszunehmen, waren letztlich die Bedenken hinsichtlich der technischen und künstlerischen Qualität des Filmes. Dennoch wurde er nachträglich in die offizielle Polizeiruf-110-Sendekartei des DDR-Fernsehens aufgenommen. Die Erstsendung blieb die einzige Ausstrahlung von Alarm am See im Fernsehen der DDR. Erst am 16. Oktober 2001 wurde der Film als Teil der Reihe Polizeiruf 110 im MDR Fernsehen ein zweites Mal gesendet und seitdem in unregelmäßigen Abständen wiederholt. Bei den Wiederholungen wird er mit Serienvorspann ausgestrahlt.
Im Laufe der Zeit wurden sechs weitere Spielfilme – Gelb ist nicht nur die Farbe der Sonne (1979), Herbstzeit (1979), Die lieben Luder (1983), Klassenkameraden (1984), Außenseiter (1985) und Kalter Engel (1986) – zunächst ebenfalls für die Reihe Polizeiruf 110 produziert, dann aber als Einzelfilme ohne Serienvorspann gesendet. Hier waren aber eher Bedenken, die Filme könnten inhaltlich und von der Gestaltung her den Rahmen der Reihe „sprengen“ der Grund dafür, sie aus der Reihe herauszunehmen. Eine weitere Folge, Rosis Mann (1984), wurde komplett produziert, erhielt aber wegen der Flucht aus der DDR  von drei Darstellern keine Sendefreigabe und wurde vernichtet. Diese Filme wurden bei privaten Recherchen erstmals chronologisch als Einzelfilme erfasst. Einige der zuerst genannten sechs Filme wurden bei aktuellen Wiederholungen bereits mit dem offiziellen Polizeiruf-Vorspann gesendet.
Jürgen Frohriep als Oberleutnant Jürgen Hübner ermittelte in Alarm am See in seinem 4. Fall. Es war zudem nach Blutgruppe AB der zweite und letzte Fall, in dem Karin Ugowski als Leutnant Helga Lindt ermittelte. Andreas Schmidt-Schaller, der in den 1980er Jahren zunächst als Leutnant Andreas Schöpke, später als Leutnant Thomas Grawe zu den Polizeiruf-Ermittlern stieß und in dieser Rolle große Bekanntheit und Beliebtheit erlangte, trat hier erstmals in einem für die Reihe produzierten Film auf, allerdings noch als Tatverdächtiger.
Bei der im Film vorgeblich gestohlenen, jedoch in Wirklichkeit gefälschten Grafik handelt es sich um William Hogarths zweite Tafel der Reihe A Harlot’s Progress. Die Reihe besteht aus sechs verschiedenen Grafiken; im Film wird sie allerdings als Teil eines achtteiligen Grafikzyklus genannt.